# Stejaru, Olt
Stejaru este un sat în comuna Milcov din județul Olt, Muntenia, România. Se află în Lunca Oltului.